# Pelophylax epeiroticus
La rana epirota (Pelophylax epeiroticus) es una especie de anuro de la familia Ranidae. 

## Distribución
Se encuentra en el sur de Albania y en el oeste de Grecia y la isla de Corfú.
Su hábitat natural es la vegetación de tipo mediterráneo, ríos, arroyos, pantanos permanentes o temporales y tierras agrícolas. Se encuentra desde el nivel del mar hasta 500 m de altitud.
Su mayor amenaza es la pérdida de hábitat.

## Descripción
El tamaño de los machos adultos oscila entre 60 y 85 mm, en promedio 74 mm, y para las hembras es de 65 a 100 mm, en promedio 83 mm. La coloración general recuerda a Pelophylax ridibundus, es de color verde oliva con manchas obscuras, pero las manchas redondeadas del dorso son menos visibles. A veces presenta una franja longitudinal de color verde claro a lo largo de la espalda.  El vientre es blanquecino. Característico es el color amarillo a naranja de las membranas entre sus dedos. Los flancos y la zona lumbar puede ser de color amarillo.

## Hibridación
Se sabe que esta especie puede hibridar con Pelophylax ridibundus en los lugares donde comparte hábitat. Frecuentemente ocurre en simpatría  con la rana de los Balcanes (Pelophylax kurtmuelleri), con la cual se asocia a menudo y se híbrida a veces.